# Parti progressiste du Manitoba
Le Parti progressiste du Manitoba était un parti politique qui est issu des United Farmers du Manitoba, un mouvement d'agriculteurs qui est devenu actif politiquement après la Première Guerre mondiale. Successeur de la Grain Growers' Association de la province, la UFM représentait les intérêts des fermiers mécontents des partis politiques traditionnels.
Contrairement aux United Farmers of Alberta, la UFM ne tente aucune coopération sérieuse avec les politiciens ouvriers. La Grève générale de Winnipeg était impopulaire auprès de fermiers et la UFM n'était pas généralement vue comme favorable au mouvement ouvrier.

## Début d'activité politique
Un certain nombre de « candidats Farmer » se présentent lors de l'élection provinciale de 1920. Ils ne forment pas un groupe organisé et ne prétend pas former le gouvernement. Néanmoins, douze de ces candidats sont élus — huit en tant que partisans des UFM, et quatre en tant qu'indépendants. Si la UFM avait organisé une campagne unifiée, elle aurait probablement remporté l'élection.
Le Independant-Farmer's Party est formé pour regrouper les candidats victorieux au cours de la législature qui en résulte. Le groupe n'avait pas l'intention de former une organisation politique permanente, et se dissoût lors de la dissolution de la législature en 1922. Le chef du groupe était William Robson, qui ne se présente pas à la réélection par la suite.

## Au pouvoir
Les United Farmers of Manitoba se lancent officiellement dans l'arène politique en 1921 et présente une campagne électorale organisée lors de l'élection de 1922. Malgré n'avoir présenté des candidats que dans les deux-tiers des circonscriptions de la province, un budget limité, et le fait qu'ils n'ont pas de chef, ils remportent l'élection. La UFM demande au professeur John Bracken de diriger le parti et occuper le poste de premier ministre. Une fois au gouvernement, les députés de Bracken s'identifient en tant que Parti progressiste du Manitoba, maintenant une affiliation avec la UFM.
Bracken était un outsider politique et fournissait au parti la crédibilité de technocrate dont elle avait besoin. La UFM prônait la disparition des anciens partis politiques et leur remplacement par une approche au gouvernement plus « centrée sur la gérance ». Dans les années suivantes, le Parti progressiste prône un « gouvernement non-partisan » pour la province par une série d'alliances avec d'autres partis.
En 1928, les United Farmers of Manitoba décident de se retirer de la politique et se concentrer sur leur vocation d'organisme de service et de lobbying. Ils deviennent plus tard la Manitoba Federation of Agriculture. La séparation du Parti progressiste et de la UFM est partiellement motivée par la perception que le gouvernement ne représente que les agriculteurs, plutôt que les Manitobains en général.

### Alliance libérale-progressiste
Avant les élections de 1932, les progressistes de Bracken forment une alliance avec le Parti libéral du Manitoba. Cette alliance est conclue avec l'insistance du chef libéral fédéral William Lyon Mackenzie King, qui s'inquiète de la possibilité de voir le Parti conservateur prendre le pouvoir dans la province. Les « libéraux-progressistes » réussissent à remporter un mandat majoritaire et conservent leur alliance après l'élection. Ils se fusionnent éventuellement en un seul parti.
Le gouvernement libéral-progressiste est réduit au statut de gouvernement minoritaire en 1936. Après qu'une tentative d'alliance avec le Parti conservateur se solde par un échec, Bracken doit s'appuyer sur l'appui des cinq députés créditistes pour gouverner.
Au pouvoir, les progressistes sont prudents sur le plan économique. Toutefois, avec l'arrivée de la Grande Dépression, le gouvernement tente de gérer la crise du chômage en entretenant un mouvement de « retour à la terre », accordant des lopins de terre aux chômeurs pour qu'ils quittent les villes pour s'installer à la campagne.

### Gouvernement de coalition et défaite
En 1940, Bracken forme un gouvernement de coalition de temps de guerre qui inclut les libéraux-progressistes, la Co-operative Commonwealth Federation, le Crédit social et les conservateurs. En 1942, Bracken quitte la politique provinciale pour prendre les rênes de ce qui allait devenir le Parti progressiste-conservateur du Canada.
Stuart Sinclair Garson devient chef du parti et premier ministre après le départ de Bracken. Il est lui-même remplacé par Douglas Lloyd Campbell en 1948.
La CCF quitte la coalition en 1943. Les conservateurs avaient changé leur nom pour devenir le Parti progressiste-conservateur du Manitoba afin d'imiter le parti fédéral, malgré n'avoir aucun lien avec le Parti progressiste. Les conservateurs quittent la coalition gouvernementale en 1950 à cause de leur mécontentement face au leadership de Campbell.
Même si la class dirigeante du parti demeure dominée par les progressistes, le gouvernement est communément appelé « libéral » au cours des années 1940 et des années 1950. En 1958, les progressistes-conservateurs de Dufferin Roblin prennent le pouvoir. En 1961, le parti des libéraux-progressistes devient officiellement le Parti libéral du Manitoba.

## Parti progressiste (1981)
En mars 1981, un ancien ministre néo-démocrate, Sidney Green, lance une nouvelle formation politique appelée « Parti progressiste ». Ce parti était originellement censé être un groupe de la gauche alternative, bien qu'elle incorpore plus tard des éléments de la droite radicale (sans être d'extrême-droite). Ce parti n'avait aucun lien avec le Parti progressiste précédent, même s'il jouït de l'appui de Douglas Campbell en 1988.

## Source
- (en) Cet article est partiellement ou en totalité issu de l’article de Wikipédia en anglais intitulé « Progressive Party of Manitoba » (voir la liste des auteurs).